# Свікловична (станція)
Свікловична — залізнична станція Бєлгородського відділення Південно-Східної залізниці Російських залізниць. Розташована у селищі міського типу Красна Яруга Красноярузького району Бєлгородської області.

## Історія
Станція Свікловична введена в експлуатацію 1913 року.
2 січня 1913 року за вказівкою імператора Миколи II почалося будівництво залізниці до Ракитянського бурякоцукрового заводу.

## Пасажирське сполучення
До 5 лютого 2015 року здійснювалося пряме сполучення з Сумами та Ворожбою.
До 1 березня 2015 року існувало пряме пасажирське сполучення зі станціями Готня, Хотмижськ, Одноробівка.